# Kamion (województwo łódzkie)
Kamion – wieś (dawniej miasto) w Polsce położona w województwie łódzkim, w powiecie wieluńskim, w gminie Wierzchlas.
Kamion uzyskał lokację miejską w 1462 roku, zdegradowany przed 1583 rokiem. Miasto królewskie w starostwie wieluńskim w powiecie wieluńskim województwa sieradzkiego w końcu XVI wieku. W latach 1975–1998 miejscowość administracyjnie należała do województwa sieradzkiego.
Wieś malowniczo położona nad Wartą w obrębie Załęczańskiego Parku Krajobrazowego. Obecnie to niewielka miejscowość, położona na uboczu uczęszczanych tras z malutkim rynkiem. 

## Historia
Nazwa miejscowości może pochodzić od ceramiki. Wzmiankowana prawdopodobnie już w 1198 r. w przywileju dla bożogrobców z Miechowa. W 1198 Kagnimir wymienił Kamion i Borowno na Żytno. Pierwsza wzmianka pewna pochodzi z 1381 roku. Kamion w przeszłości położony był przy ważnym szlaku handlowym łączącym Ruś ze Śląskiem. W 1382 książę Władysław Opolczyk nadał klasztorowi na Jasnej Górze dziesięcinę w miodzie ze swojej wsi Kamion. Wieś leżała wówczas w dystrykcie Wieluńskim. W 1454 Jan z Kalinowej odstąpił matce Nowojce m.in. połowę soli i wszystkie pieniądze z cła w Kamionie. W 1456 plebanem w Kamionce był Jan z Witkowic. W 1459 wioską władał Wiktor z Kamiona. 
W 1462 r. otrzymał prawa miejskie i miał drewniany kościół filialny parafii Mierzyce. Należał do dóbr królewskich i stanowił tzw. dobra stołowe królowej Bony, następnie przeszedł w posiadanie arcybiskupa gnieźnieńskiego. W 1462 mieszkał tu szewc Maciej z Kamiona i inni. W 1468 Weronika ze Zdrgań zwróciła A. Jasieńskiemu z Chabielic 10 grzywien, które pożyczyła pod zastaw 2 mieszczan w Kamionie. W latach 1487 oraz 1552 jest mowa o oppidum – miasteczku. W 1496 młynarz Maciej zapisał synowi Janowi 14 grzywien na młynie w Kamionie. W 1498 pracował tu kowal. W 1511 istniał kościół parafialny. W 1520 jest mowa o kaplicy Wniebowzięcia NMP, filii parafii w Mierzycach. W 1520 mieszczanie płacą dziesięcinę z łanu po 7 gr prepozytowi wieluńskiemu, zagrodnicy po 1 gr plebanowi w Mierzycach, sołtys z Załęcza Małego dawał dziesięcinę plebanowi w Kamionie. W latach 1545–1546 został wybudowany dwór "villa". W 1552 istniała parafia w Kamionie. W 1563 pobierana jest dziesięcina od 4 rzemieślników po 4 grosze, szos 4 floreny 24 grosze. W 1564 pobierany jest od 10 mieszczan czynsz z ról, a z barci po 4 rączki miodu i inne. Z pustej roli 1 floren 6 groszy, 5 mieszczan płaciło tylko z domków po 12 groszy, szósty 6 groszy i od jeziora 6 groszy, siódmy 1 floren, z nowo pobudowanych jeden 12 groszy, drugi 24 grosze, wójt 1 floren 18 groszy wiecznego. Nie pobierano żadnych robót, tylko – kiedy potrzeba – drzewo i wymiar z młyna wożono do zamku. W 1564 miasteczko przynależy do starostwa wieluńskiego. W 1564 młyny na Warcie z piłą. Cło mostowe od wozu wynosiło 6 denarów, od wozu z solą – miara soli. W 1583 mieszczanie dali szkole w Kamionie łąkę na rzece Warcie.
W XVII w. Kamion utracił prawa miejskie. 

## Zabytki

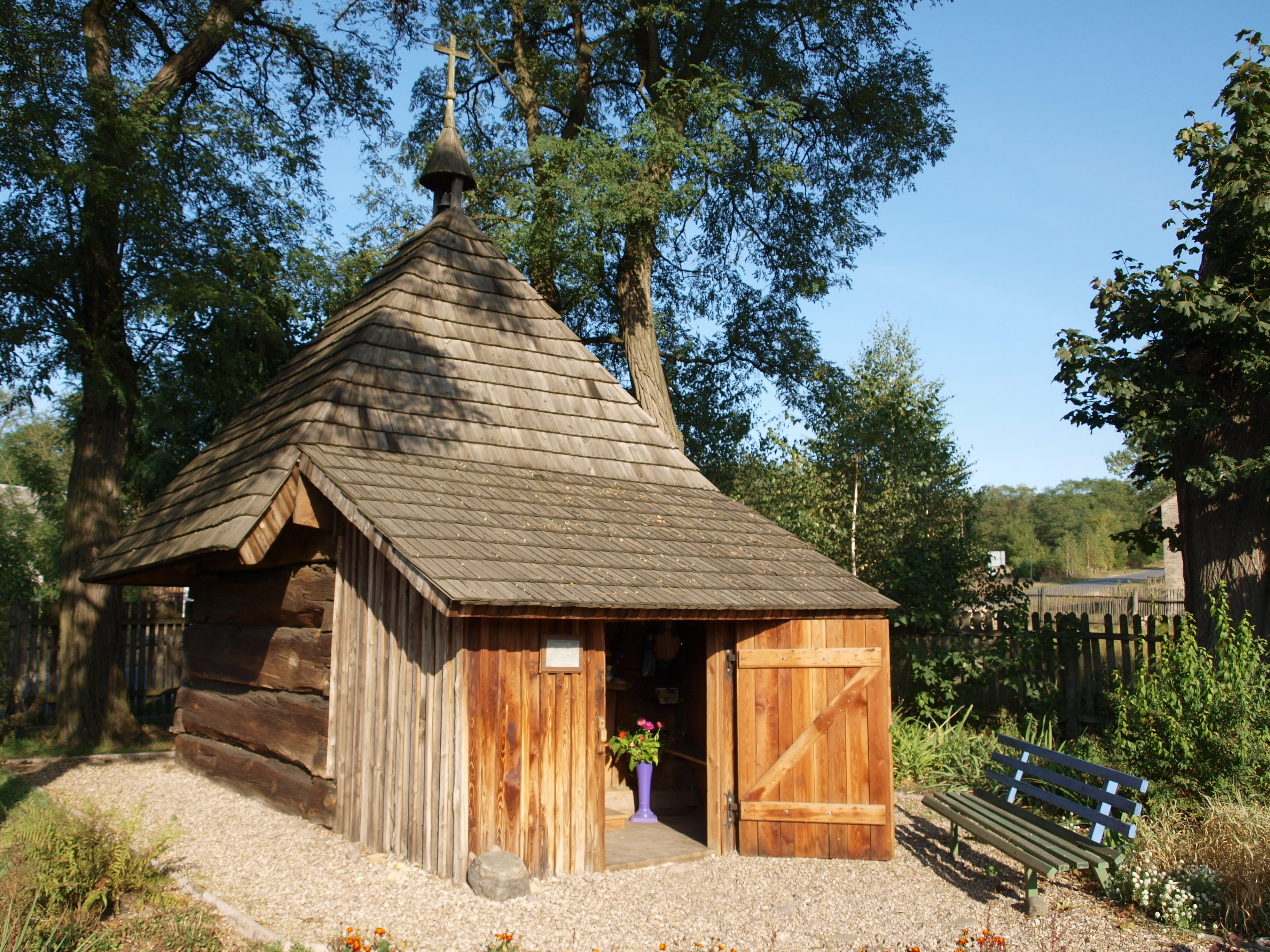
Kapliczka w Kamionie

Na rozdrożu dróg stoi kapliczka z 1750–1770 r.

## Turystyka
Wieś stanowi centrum lokalnego ruchu turystycznego. Na wysokim brzegu Warty szereg ośrodków wypoczynku świątecznego. Za czasów istnienia drugiego województwa sieradzkiego odbywały i nadal odbywają się tu coroczne plenery plastyczne dla artystów z całej Polski pod nazwą "Gdzieś w środku Polski".
Przez wieś przebiegają:
- pieszy, znakowany na żółto  szlak "Przełomu Warty przez Wyżynę Wieluńską" (Krzeczów – Kamion – Ogroble – Góra Świętej Genowefy – Bobrowniki – Lisowice – Działoszyn). Wiedzie wewnętrzną częścią tzw. Wielkiego Łuku Warty. Umożliwia poznanie terenów będących wynikiem działalności rzeki Warty, lądolodu skandynawskiego oraz rzeźby krasowej. Pozwala poznać bardzo ciekawą szatę roślinną, ale także przeszłość historyczną i zabytki tej części powiatu wieluńskiego.
- rowerowy "Szlak Przełomu Krzeczowskiego" EWI - 5 znakowany na żółto (dawniej: na czerwono) szlak ma kształt wydłużonej ósemki, której osią jest dolina Warty. Wiodąc przez pola i lasy, to wznosząc się na wysoczyznę, to znów opadając na dno doliny, pokonuje rzekę aż czterokrotnie – dwa razy most w m. Toporów – Kamion, most w m. Krzeczów oraz most w m. Przywóz – Ogroble. Trasa tego szlaku pozwala poznać krajobrazy Załęczańskiego Parku Krajobrazowego w rejonie "Krzeczowskiego Przełomu Warty", w tym jego odcinek zwany "Doliną Warty pod Kamionem". Szlak na długość 20,5 km.